# Вадса
Вадса (ест. Vadsa) — село в Естонії, входить до складу волості Риуге, повіту Вирумаа.